# Saison 3 de Chapeau melon et bottes de cuir
Chronologie
Saison 2 Saison 4
Cet article présente les épisodes de la troisième saison de la série télévisée britannique Chapeau melon et bottes de cuir (The Avengers), diffusée du 28 septembre 1963 au 21 mars 1964.
Seuls deux des épisodes de la première saison ont été conservés en entier (plus les vingt premières minutes du pilote), le reste n'a soit jamais été enregistré - l'émission passant en direct - soit les cassettes ont été recyclées. C'est la raison pour laquelle cette saison n'est pas considérée comme une « vraie saison » sur le plan commercial : la commercialisation de la série en DVD ignore totalement cette saison. La deuxième saison est donc dénommée commercialement « saison 1 », cette troisième saison « saison 2 », et ainsi de suite.

## Distribution

### Rôles principaux et récurrents
- Patrick Macnee : John Steed
- Honor Blackman : Catherine Gale
- Paul Whitsun-Jones : Charles (2 épisodes)

## Épisodes

### Épisode 1:Plaidoirie pour un meurtre
- Angleterre : ITV, 29 septembre 1963
- France : 13e Rue, 2 avril 1998

- Harold Scott : Miles Lakin
- John Laurie : Jasper Lakin
- Helen Lindsay : Barbara Kingston
- Alec Ross : Westcott
- June Thody : Dicey
- Anthony Baird : Wilson
- Alice Fraser : Miss Prinn
- Fred Ferris : Marsh
- Michael Goldie : Bart
- Robert S. Young : le juge
- Pamela Wardel : Maise
- Walter Swash : Foreman of the Jury

### Épisode 2:Les Fossoyeurs
- Angleterre : ITV, 5 octobre 1963
- France : 13e Rue, 9 avril 1998

- Lee Paterson: Lomax
- Jan Holden : Paula
- Lally Bowers : Mme Renter
- Patrick Holt : Madden
- Mandy Miller : Daphne
- Howard Goorney : Green
- Marcella Markham : Mme Lomax
- Ronald Russel : Wilkinson
- Helena McCarthy : Mme Baker
- Denis Forsyth : Reeve

### Épisode 3:L'Homme aux deux ombres
- Angleterre : ITV, 12 octobre 1963
- France : 13e Rue, 13 décembre 1997

- Daniel Moynihan: Gordon
- Paul Whitsun-Jones: Charles
- Philip Anthony: Cummings
- Gwendolyn Watts: Julie
- Geoffrey Palmer: Dr. Terence
- Anne Godfrey: Miss Quist
- George Little: Sigi
- Douglas Robinson: Rudi
- Terence Lodge: Borowski
- Robert Lankesheer: Holiday Camp Official

### Épisode 4:Le Cocon
- Angleterre : ITV, 19 octobre 1963
- France : 13e Rue, 9 avril 1998

- Charles Tingwell: Venner
- John Cater: DISCO
- Patricia Haines: Laura
- Christine Shaw: Susan
- Edina Ronay: Elin
- Ian Clark: Anderson
- Ray Browne: Alex
- Jan Conrad: Jason
- Edwin Brown : Military Policeman

### Épisode 5:Mort d'un ordonnance
- Angleterre : ITV, 26 octobre 1963
- France : 13e Rue, 16 avril 1998

- Andre Morell: Lord Teale
- Philip Madoc: Van Doren
- Katy Greenwood: Lady Cynthia
- David Burke: John Wrightson
- Geoffrey Alexander: Gibbs
- Kitty Attwood: Edith Wrightson
- Ray Browne: Cooper

### Épisode 6:Le Cinq novembre
- Angleterre : ITV, 2 novembre 1963
- France : 13e Rue, 16 avril 1998

- Ruth Dunning: Mrs. Dove
- David Davies: Arthur Dove
- Ric Hutton: Mark St. John
- David Langton: Major Swinburne
- Iris Russel: Fiona
- Gary Hope: Dyter
- Joe Robinson: Max
- Aimée Delamain: 1st Lady
- John Murray Scott: Returning Officer
- Frank Maher: Farmer

### Épisode 7:La Cage dorée
- Angleterre : ITV, 9 novembre 1963
- France : 13e Rue, 23 avril 1998

- Patrick Magee: J.P. Spagge
- Edric Connor: Abe Benham
- Norman Chappell: Fleming
- Margo Cunningham: Wardress
- Frederic Abbott: Manley
- Alan Haywood: Westwood
- Martin Friend: Hammond
- Terence Soall: Peterson
- Geoff L’Cise: Gruber
- Douglas Cummings: Barker
- Neil Wilson: Groves

### Épisode 8:Seconde vue
- Angleterre : ITV, 16 novembre 1963
- France : 13e Rue, 23 avril 1998

- John Carson: Marten Halvarssen
- Judy Bruce: Eve Hawn
- Peter Bowles: Neil Anstice
- Ronald Adam: Dr. Spender
- Steven Scott: Dr. Vilner
- Terry Brewer: Steiner

### Épisode 9:Les Sorciers
- Angleterre : ITV, 23 novembre 1963
- France : 13e Rue, 30 avril 1998

- Peter Barkworth: Geoffrey Willis
- Newton Blick: John Willis
- Harold Innocent: Frank Leeson
- Joy Wood: Miss Dowell
- Monica Stevenson: Fay
- John Crocker: Taylor
- Peter Hughes: Edwards
- Brenda Cowling: Masseuse

### Épisode 10:Cette grandeur qu'était Rome
- Angleterre : ITV, 30 novembre 1963
- France : 13e RUE, 30 avril 1998

- Hugh Burden: Bruno
- Colette Wilde: Octavia
- John Flint: Marcus
- Ian Shand: Eastow
- Raymond Adamson: Lucius
- Kenneth Keeling: Appleton
- Colin Rix: Barnes

### Épisode 11:La Toison d'or
- Angleterre : ITV, 7 décembre 1963
- France : 13e Rue, 7 mai 1998

- Roger Marshall
- Phyllis Norman

- Warren Mitchell: Captain Jason
- Tenniel Evans: Major Ruse
- Robert Lee: Mr. Lo
- Barry Linehan: Sgt. Major Wright
- Yu Ling: Mrs. Kwan
- Lisa Peake: Esther
- Ronald Wilson: Private Holmes
- Michael Hawkins: Jones

### Épisode 12:Ne vous retournez pas
- Angleterre : ITV, 14 décembre 1963
- France : 13e Rue, 7 mai 1998

- Maurice Good: Man
- Kenneth Colley: Young man
- Janine Gray: Girl

### Épisode 13:Mort à la carte
- Angleterre : ITV, 21 décembre 1963
- France : 13e Rue, 14 mai 1998

- Robert James: Mellor
- Henry Soskin: Emir Abdulla Akaba
- Paul Dawkins: Dr. Spender
- Ken Parry: Arbuthnot
- Gordon Rollings: Lucien
- David Nettheim: Umberto
- Coral Atkins: Josie
- Valentino Musetti: Ali

### Épisode 14:Balles costumées
- Angleterre : ITV, 28 décembre 1963
- France : 13e Rue, 4 juin 1998

- Leonard Rossiter: Robin Hood
- Alexander Davion: Napoleon
- Richard Leech: Policeman
- John Junkin: Sheriff
- Anneke Wills: Pussy Cat
- Anthea Wyndham: Highwaywoman
- Leon Eagles: Newman
- Frank Maher: Barman
- Peter Fontaine: 1st officer

### Épisode 15:L'Éléphant blanc
- Angleterre : ITV, 4 janvier 1964
- France : 13e Rue, 14 mai 1998

- Godfrey Quigley: Noah Marshall
- Edwin Richfield: Lawrence
- Scott Forbes: Conniston
- Bruno Barnabe: Fitch
- Judy Parfitt: Brenda Paterson
- Rowena Gregory: Madge Jordan
- Toke Townley: Joseph
- Martin Friend: George

### Épisode 16:Les Petits Miracles
- Angleterre : ITV, 11 janvier 1964
- France : 13e Rue, 21 mai 1998

- Kenneth J. Warren : Fingers
- David Bauer (en) : Bishop
- Lois Maxwell : Sister Johnson
- Tony Steedman (en) : Beardmore
- Harry Landis : Harry
- John Cowley : Big Sid
- Rosemarie Dunham : Gerda
- Frank Maher : Hasek
- Alex MacDonald : Porter
- Mark heath : Coalman
- Christopher Robbie : Thug
- Rick Jones (Thug)

### Épisode 17:Lavage de cerveau
- Angleterre : ITV, 18 janvier 1964
- France : 13e Rue, 21 mai 1998

- Peter Sallis: Hal Anderson
- Barry Letts: Olivier
- Gerald Sim: Lovell
- Terence Lodge: The Wringer
- Neil Robinson: Bethune
- Donald Cummings: Murdo

### Épisode 18:La Mandragore
- Angleterre : ITV, 25 janvier 1964
- France : 13e Rue, 28 mai 1998

- John Le Mesurier: Dr. Macombie
- George Benson: Rev. Whyper
- Madge Ryan: Eve Turner
- Philip Locke (en): Roy Hopkins
- Annette Andre: Judy
- Robert Morris: Benson
- Jackie Pallo: Sexton

### Épisode 19:Le Marchand de secrets
- Angleterre : ITV, 1 février 1964
- France : 13e Rue, 28 mai 1998

- Avice Landon: Mrs. Wilson
- Jack May: Waller
- Ronald Allen: Allan Paignton
- John Stone: Frederick Paignton
- Patricia English: Marion Howard
- John Ringham: Cliff Howard
- Brian Hankins: Jim Carey
- Jennifer Wood: Julia Wilson
- Valentino Musetti: Bruno

### Épisode 20:Le Cheval de Troie
- Angleterre : ITV, 8 février 1964
- France : 13e Rue, 4 juin 1998

- Basil Dignam: Major Ronald Pantling
- T.P. McKenna: Tony Heuston
- Derek Newark: Johnson
- Arthur Pentelow: George Meadows
- Geoffrey Whitehead: Rt. Hon. Lucien Ffordsham
- Lucinda Curtis: Ann Meadows
- John Lowe: Lynton Smith
- James Donnelly: Kirby
- Marjorie Keys: Tote Girl

### Épisode 21:Le Piège à rats idéal
- Angleterre : ITV, 8 février 1964
- France : 13e Rue, 11 juin 1998

- Athene Seyler: Cynthia
- Nora Nicholson: Ermyntrude
- Harold Goodwin: Harris
- John Tate: Colonel Wesker

- Alison Seebohlm: Caroline
- Donald Webster: Dave
- Marian Diamond: Jessy
- Allen Mclleland: Stigarit
- David Anderson: Gordon

### Épisode 22:Le Retour du traître
- Angleterre : ITV, 22 février 1964
- France : 13e Rue, 11 juin 1998

- Ronald Radd : Quilpie
- James Maxwell: Mark Charter
- William Devlin: Ambassador
- Basil Hoskins: Major Zulficar
- Beryl Baxter: Helen Rayner
- Arthur Lovegrove: Michel Lynden
- Virginia Stride: Alice
- Philip Anthony: Sharp
- Anthony Dawes: Edwards
- Ronald Mansell: Jenkins
- Valentino Musetti: Guard
- Eddie Powell: Guard

### Épisode 23:Les Charmeurs
- Angleterre : ITV, 29 février 1964
- France : 13e Rue, 18 juin 1998

- Fenella Fielding: Kim Lawrence
- Warren Mitchell: Keller
- Brian Oulton: Mr. Edgar
- Vivian Pickles: Betty Smythe
- John Barcroft: Martin
- Malcolm Russel: Horace Cleeves
- Frank Mills: Harrap
- John Greenwood: Sam
- Peter Porteous: Vinkel

### Épisode 24:Concerto
- Angleterre : ITV, 7 mars 1964
- France : 13ème Rue, 13 juin 1998

- Malcolm Hulke
- Terrance Dicks

- Nigel Stock: Zalenko
- Sandor Eles: Stefan Veliko
- Dorinda Stevens: Darleen
- Bernard Brown: Peterson
- Geoffrey Colville: Burns
- Carole Ward: Receptionist
- Valerie Bell: Polly White
- Leslie Glazer: Robbins

### Épisode 25:Esprit de corps
- Angleterre : ITV, 14 mars 1964
- France : 13e Rue, 25 juin 1998

- Duncan Macrae: Sir Ian Stuart-Bollinger),
- Joyce Heron (en): Lady Dorothy Stuart-Bollinger
- Roy Kinnear: Pivate Jessop
- John Thaw: Captain Trench
- Pearl Catlin: Mrs. Graig
- Douglas Robinson: Sergeant Marsh
- Hugh Morton: Admiral
- Anthony Blackshaw: Private Asquith
- James Falkland: Signaller
- George Alexander: Piper
- Tony Lambdon: Drummer
- George Macrae: Highland Dancer

### Épisode 26:Le Quadrille des homards
- Angleterre : ITV, 21 mars 1964
- France : 13e Rue, 2 avril 1998

- Leslie Sands: Captain Slim
- Burt Kwouk: Mason
- Gary Watson: Bush
- Jennie Linden: Katie
- Norman Scace: Dr. Stannage
- Corin Redgrave: Quentin Slim
- Valentino Musetti: Jackson